# Viviane Victorette
Viviane Victorette (sinh ngày 15 tháng 12 năm 1978, ở Fortaleza) là một nữ diễn viên người Brazil.

## Nghề nghiệp
Viviane bắt đầu sự nghiệp tại quê nhà. Khi còn là thiếu niên, cô đã thực hiện một số vở kịch và chiến dịch quảng cáo. Năm 1999, cô chuyển đến Rio de Janeiro, để mở rộng khả năng thành công. Cô học tại Art House of Orange, ở phía nam Rio, và được biết đạo diễn Marcelo Andrade, người đã mời cô đến một vài vở kịch thiếu nhi, như Bạch Tuyết.
Cô đã thử giọng cho TV Globo, vào năm 2001, thời điểm chính, vai trò của "Regininha", dẫn đến giải thưởng về sự mặc khải trong "Liên hoan phim và truyền hình Natal ". Cô trở lại truyền hình theo lời mời của Aguinaldo Silva, để diễn trong phim Duas Caras.
Vào tháng 9 năm 2005, Victorette lên trang bìa của tạp chí Playboy. Cô được mời làm nữ hoàng của trống trường samba Reborn Jacarepaguá, nhưng đã rút lui và được thay thế bởi nữ diễn viên Rita Guedes. Trong cùng năm đó, cô đi du lịch để nghỉ ngơi và tránh xa sự vui chơi.
Victorette trở lại vào năm 2011 cho một phần là một cô gái từ chương trình Jana, trong Insensato Coração. Sau hai năm chuẩn bị, cô trở lại TV Series ở Flor do Caribe, giải thích Marinalva, một vũ công. Năm 2015, cô trở lại tham gia nhanh chóng vào Malhação, với tư cách là một trong những người yêu của Uodson (Lucas Lucco).

## Đời tư
Nữ diễn viên đã kết hôn với nhiếp ảnh gia Diego Suassuna, có một cô con gái tên là Júlia.
Victorette là một người ăn chay, sùng đạo yoga và lối sống lành mạnh.